# Джузепе Торнаторе
Джузепе Торнаторе (на италиански: Giuseppe Tornatore) е италиански филмов режисьор.

## Биография
Торнаторе е роден на 27 май 1956 година в градчето Багерия на остров Сицилия, Италия. Първоначално започва работа като фотограф на свободна практика. Впоследствие се прехвърля към филмовата режисура, създавайки документален филм за етническите малцинства в Сицилия – Le minoranze etniche in Sicilia, с който печели награда на фестивала в Салерно.
Режисьорът работи за италианската телевизия RAI преди излизането на екран на първия му пълнометражен игрален кинофилм, Il Camorrista, през 1986 година. Дебютът предизвиква положителни отзиви от критиците и публиката. Вследствие Торнаторе получава наградата „Silver Ribbon“ за най-добър нов режисьор.
През 1988 година по кината тръгва филмът му Ново кино Парадизо, с който Торнаторе печели световна слава. Произведението е удостоено с награда „Оскар“ за най-добър чуждестранен филм. През следващите години режисьорът прави още няколко филма, сред които – Легенда за пианиста (1998) и Малена (2000), които затвърждават позицията му на един от даровитите автори в киноиндустрията, печелейки редица номинации и награди от престижни филмови фестивали и институции.
На 1 декември 2010 г. Торнаторе става почетен доктор по телевизия, кино и нови медии в Свободния университет за езцици и комуникация (IULM) в Милано. През 2011 г. получава наградата „8 1/2 на Федерико Фелини“ за художествени постижения на Международния филмов фестивал в Бари. Същата година той публикува книгата си La menzogna del cinema в издателство Бомпиани, която съдържа речта му в IULM при получаването на почетната степен. Пак през 2011 г. той прави и юбилейния късометражен филм за голямата верига за дистрибуция на храни Esselunga.
През 2013 г. заснема филма Най-добрата оферта с Джефри Ръш, Джим Стърджис, Силвия Хукс и Доналд Съдърланд. Филмът е заснет между Болцано, Виена, Триест, Парма, Милано, Прага и околностите на Рим. Този филм печели множество награди в Италия и извън нея.
През 2013 г. бива избран за почетен доктор по философия на Университета в Палермо, а през 2019 г. – и за почетен доктор по история, археология и филология на Университета в Месина.

## Филмография

### Режисьор
| година | филм                 | оригинално заглавие                  | бележки                                        |
| ------ | -------------------- | ------------------------------------ | ---------------------------------------------- |
| 1986   | Камористът           | Il camorrista                        |                                                |
| 1988   | Ново кино „Парадизо“ | Nuovo Cinema Paradiso                | награда „Оскар“ за най-добър чуждестранен филм |
| 1990   | Всички са добре      | Stanno tutti bene                    |                                                |
| 1991   | Особено в неделя     | Especially on Sunday                 |                                                |
| 1994   | Чиста формалност     | Una pura formalità                   |                                                |
| 1995   | Човекът със звездите | L'Uomo delle stelle                  |                                                |
| 1998   | Легенда за пианиста  | La leggenda del pianista sull'oceano |                                                |
| 2000   | Малена               | Malèna                               |                                                |
| 2006   | Непознатата жена     | La sconosciuta                       |                                                |
| 2009   | Баария               | Baaria                               |                                                |
| 2013   | Най-добрата оферта   | La migliore offerta                  |                                                |
| 2016   | Кореспонденцията     | La corrispondenza                    |                                                |

## За него
- Giuseppe Tornatore. Uno sguardo dal set a cura di Ninni Panzera, Silvana Editoriale, Cinisello Balsamo, 2007.
- L'isola di Tornatore a cura di Ninni Panzera, Silvana Editoriale, Cinisello Balsamo, 2010.